# Carpații de Curbură
Carpații de Curbură reprezintă grupa sudică a Carpaților Orientali. În această zonă Carpații realizează cel mai mare cot din parcursul lor.Tot odată Carpații de Curbură au roci sedimentare și predomina calcarele și conglomeratele

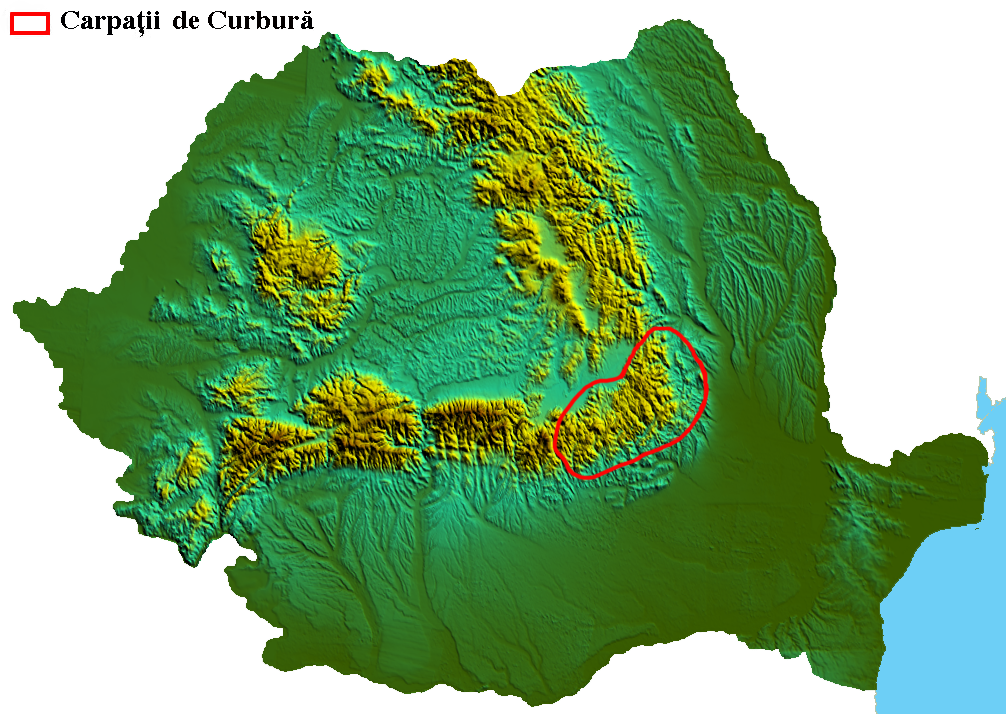
Carpații de Curbură

## Localizare geografică
- La nord - Depresiunea Brașovului
- La sud - Subcarpații Curburii
- La vest - Valea Prahovei

Culmile sunt orientate pe direcția est-vest și sunt formate numai din fliș. În interiorul lor se află situată cea mai întinsă depresiune intramontană din România, Depresiunea Brașovului. Altitudinile maxime se înregistreaza în Masivul Ciucaș în vârful Ciucaș, de 1.954 m.
Sunt munți tineri, formați in timpul orogenezei Alpine. Sunt fragmentări de văi și depresiuni, înălțimile lor nu trec de 2000m. Acestia pătrund sub forma unor pinteni in Subcarpații de Curbura, ceea ce le oferă complexitate.

## Culmi montane
- Munții Vrancei
- Munții Întorsurii
- Munții Buzăului
- Munții Bârsei
- Munții Siriu
- Masivul Ciucaș

## Depresiuni intramontane
- Depresiunea Brașovului
- Depresiunea Întorsura Buzăului